# Тектурмас
Мавзолей (кумбез) Тектурмас (каз. Тектұрмас күмбезі) — памятник архитектуры XIV—XV века, расположенный на юго-восточной окраине города Тараза на правом берегу реки Талас на вершине холма Тектурмас. Зодчий и строитель мавзолея неизвестны. Среди местных жителей мавзолей считается местом захоронения святого (аулие) Султан-Махмуд-хана.

## Архитектура
Здание было значительно разрушено. По фотографиям 1890-х годов мавзолей представлял собой купольное, четырёхугольное в плане сооружение из жжёного кирпича. Углы мавзолея завершались пилястрами, на стенах имелись следы штукатурки. Из декоративной отделки мавзолея была найдена лишь одна орнаментированная терракотовая плитка, судя по которой археолог Михаил Массон предположил, что мавзолей был воздвигнут в XV веке.
Вход в виде арки обращён на запад к городу Таразу.

## История
В конце XIX века мавзолей был изучен Василием Каллауром, в 1939-1940 годах обследован Г. И. Пацевичем. В разновремённом некрополе, окружающем мавзолей, были выявлены оссуарные захоронения зороастрийцев для хранения скелетированных останков, средневековые погребения христиан и мусульман. По преданию мавзолей был построен над могилой Султан Махмуд-хана (Тектурмас-ата), внёсшего значительный вклад в развитие ислама в регионе и почитавшегося в качестве святого среди местного населения.
В 1864 году мавзолей пострадал при взятии царскими войсками города Аулие-Ата во время обстрела кокандцами переправы через реку у возвышенности, где стоял Зачуйский отряд под командованием Михаила Черняева. В его записках содержатся сведения о «могиле святого по имени Тек-Турмас, от которого и получили свои названия эти высоты».
В 1935 году мавзолей был разобран до основания на кирпичи для строительных нужд. Тогда же местные жители возвели рядом с могилой святого небольшое строение, продолжать совершать обряд поклонения — зиярат.
В 1982 году мавзолей был включен в список памятников истории и культуры Казахской ССР республиканского значения и взят под охрану государства.
В 2001 году к 2000-летнему юбилею города Тараза на месте разрушенного мазара по проекту А. Итенова была возведена усыпальница в рамках индивидуальной интерпретации предшествующего сооружения, при этой значительно уступая ему в выразительности пластики фасадов. Также к юбилею города в 2002 году была произведена реконструкции мавзолея архитектором Нурлыбеком Баекеевым по старой фотографии